# 디바 서치
디바 서치(Diva Search)는 신인 디바(여성 레슬러)를 뽑는 WWE의 프로그램이다. 최초의 디바서치는 2003년이고 TV로 방영된 것은 2004년부터 2007년까지 있다. 2007년이후로 중단되었다가 2015년 WWE 회장인 빈스 맥마흔이 레슬마니아 31에서 가을부터 WWE 네트워크에서 방영될 예정이라고 발표했다.

## 역대 디바 서치

### 2003년 (7월 1일~8월 24일)
| 이름        | 나이 | 출신지                   | 순위 |
| ----------- | ---- | ------------------------ | ---- |
| 제이미 코페 | 23   | 랭글리, 브리티시컬럼비아 | 우승 |

<WWE 경력>
- 없음 (WWE와 계약하지 않음)

### 2004년 (7월 19일~9월 20일)
- 테마 : 얼터 브릿지의 "Open Your Eyes", 짐 존스톤의 "Real Good Girl", 크로닉 퓨쳐의 "Time and Time Again", 하이브스의 "Walk Idiot Walk"

#### 참가자

##### 예선
| 이름                  | 나이 | 출신지                  | 결승 진출여부 |
| --------------------- | ---- | ----------------------- | ------------- |
| 에이미 웨버           | 27   | 메이플턴, 일리노이      | 결승 진출     |
| 엘리슨 베더           | 23   | 미누카, 일리노이        | 예선전 탈락   |
| 바비 수 루터          | 25   | 실버 스프링, 메릴랜드   | 예선전 탈락   |
| 카밀 앤더슨           | 26   | 댈러스, 텍사스          | 결승 진출     |
| 캔디스 미쉘           | 25   | 밀워키, 위스콘신        | 예선 탈락     |
| 카멜라 데세자르       | 23   | 에이번 레이크, 오하이오 | 결승 진출     |
| 씨씨 와그너           | 22   | 시카고, 일리노이        | 예선 탈락     |
| 챈드라 코스텔로       | 28   | 리버티, 켄터키          | 결승 진출     |
| 크리스티나 에르난데스 | 24   | 오데사, 텍사스          | 예선 탈락     |
| 크리스티 헤미         | 23   | 파웨이, 캘리포니아      | 결승 진출     |
| 에린 "켈리" 브리츠    | 25   | 캔자스시티, 캔자스      | 예선 탈락     |
| 가브리엘 튜이트       | 26   | 브루클린, 뉴욕          | 예선 탈락     |
| 제이니 매 베이커      | 23   | 뉴욕시티, 뉴욕          | 예선 탈락     |
| 제니퍼 R. 로페즈      | 26   | 로디, 뉴저지            | 예선 탈락     |

| 이름            | 나이 | 출신지               | 결승 진출여부 |
| --------------- | ---- | -------------------- | ------------- |
| 조이 지오반니   | 26   | 보스턴, 매사추세츠   | 결승 진출     |
| 줄리아 코스텔로 | 28   | 리버티, 켄터키       | 결승 진출     |
| 카렌 맥두걸     | 33   | 메릴빌, 인디애나     | 예선 탈락     |
| 킴벌리 커즌즈   | 21   | 새너제이, 캘리포니아 | 예선 탈락     |
| 키미 브라운     | 24   | 시애틀, 워싱턴       | 예선 탈락     |
| 마리아 카넬리스 | 22   | 오타와, 일리노이     | 결승전 진출   |
| 매리 카스트로   | 25   | 라번, 코네티컷       | 예선 탈락     |
| 미셸 맥쿨       | 24   | 펄랫카, 플로리다     | 결승전 진출   |
| 니콜 브래더스트 | 24   | 캔자스시티, 미주리   | 예선 탈락     |
| 니나 하딘       | 22   | 카슨, 캘리포니아     | 예선 탈락     |
| 타미 발레호스   | 24   | 앨버커키, 뉴멕시코   | 예선 탈락     |
| 타린 J. 리드    | 25   | 샬럿, 노스캐롤라이나 | 예선 탈락     |
| 트레시 라이트   | 24   | 애틀랜타, 조지아     | 결승전 진출   |
| 예세니아 카마초 | 30   | 오스틴, 텍사스       | 예선 탈락     |

##### 결승
| 이름            | 나이 | 출신지                  | 순위   |
| --------------- | ---- | ----------------------- | ------ |
| 크리스티 헤미   | 23   | 파웨이, 캘리포니아      | 우승   |
| 카멜라 데세자르 | 23   | 에이번 레이크, 오하이오 | 준우승 |
| 조이 지오반니   | 26   | 보스턴, 매사추세츠      | 3위    |
| 에이미 웨버     | 27   | 메이플턴, 일리노이      | 4위    |
| 마리아 카넬리스 | 22   | 오타와, 일리노이        | 5위    |
| 트레시 라이트   | 24   | 애틀랜타, 조지아        | 6위    |
| 미셸 맥쿨       | 24   | 펄랫카, 플로리다        | 7위    |
| 챈드라 코스텔로 | 28   | 리버티, 켄터키          | 8위    |
| 카밀 앤더슨     | 26   | 댈러스, 텍사스          | 9위    |
| 줄리아 코스텔로 | 28   | 리버티, 켄터키          | 10위   |

<WWE 경력>
- 조이 지오반니 : 스맥다운 올해의 루키 디바 (2005년)
- 마리아 카넬리스 : 슬래미 어워드 1회
- 미셸 맥쿨 : WWE 디바스 챔피언 2회, WWE 우먼스 챔피언 2회, 슬래미 어워드 2회

### 2005년 (6월 27일~8월 15일)
- 테마 : 오디오슬레이브의 "Be Yourself"

#### 참가자
| 이름                       | 나이 | 출신지                    | 순위   |
| -------------------------- | ---- | ------------------------- | ------ |
| 애쉴리 마사로              | 26   | 바빌론, 뉴욕              | 우승   |
| 레일라 밀라니              | 23   | 토론토, 온타리오          | 준우승 |
| 엘리자베스 루패어          | 22   | 산타크루스, 캘리포니아    | 3위    |
| 크리스탈 마샬              | 21   | 로스앤젤레스, 캘리포니아  | 4위    |
| 썸머 델린                  | 24   | 시리브포트, 루이지애나    | 5위    |
| 카메론 헤이븐              | 24   | 레이크 워스, 플로리다     | 6위    |
| 시모나 푸스코              | 25   | 밀라노, 이탈리아          | 7위    |
| 레일린 "알렉시스" 온드라데 | 23   | 코스타 메이사, 캘리포니아 | 8위    |

<WWE 경력>
- 없음

### 2006년 (7월 10일~8월 16일)
- 테마 : 더 레드 점프슈트 애퍼래터스의 "Face Down", 올 아메리칸 리젝트의 "Move Along", 다몬의 "Out Here All Night"

#### 참가자
| 이름              | 나이 | 출신지                   | 순위   |
| ----------------- | ---- | ------------------------ | ------ |
| 레일라 엘         | 29   | 런던, 잉글랜드           | 우승   |
| 젠 잉글랜드       | 27   | 랜싱, 미시간             | 준우승 |
| J.T. 티니         | 25   | 피닉스, 애리조나         | 3위    |
| 밀레나 로카       | 26   | 벤쿠버, 브리티시컬럼비아 | 4위    |
| 에리카 체빌라르   | 23   | 보카 라턴, 플로리다      | 5위    |
| 레베카 디피에트로 | 26   | 레호보스, 매사추세츠     | 6위    |
| 마리즈 울렛       | 23   | 몬트리올, 퀘벡           | 7위    |
| 에이미 지디안     | 23   | 올랜도, 플로리다         | 8위    |

<WWE 경력>
- 레일라 엘 : WWE 우먼스 챔피언 1회, 슬래미 어워드 1회
- 밀레나 로카 : 슬래미 어워드 1회, FCW 퀸 오브 플로리다 1회
- 마리즈 울렛 : WWE 디바스 챔피언 2회

### 2007년 (9월 10일~10월 29일)
- 테마 : 벨벳 리볼버의 "Let it Roll"

#### 참가자
| 이름          | 나이 | 출신지                   | 순위   |
| ------------- | ---- | ------------------------ | ------ |
| 이브 토레스   | 22   | 덴버, 콜로라도           | 우승   |
| 브룩 길버트센 | 22   | 시카고, 일리노이         | 준우승 |
| 레나 야다     | 27   | 로스앤젤레스, 캘리포니아 | 3위    |
| 타린 터렐     | 21   | 뉴올리언스, 루이지애나   | 4위    |
| 제시카 해치   | 26   | 몬트리올, 퀘벡           | 5위    |
| J. 킴         | 24   | 카토바, 노스캐롤라이나   | 6위    |
| 린디 프리슨   | 22   | 벤쿠버, 브리티시컬럼비아 | 7위    |
| 나오미 커크   | 24   | 웨스트 요크셔, 잉글랜드  | 8위    |

<WWE 경력>
- 이브 토레스 : WWE 디바스 챔피언 2회
- 타린 터렐 : ECW 제너럴 매니저, ECW 어시던트 제너럴 매니저

### 2015년
- 테마 :

#### 참가자
<WWE 경력>

## 같이 보기
- 토탈 디바스